# Joseph Buttigieg
Joseph Anthony Buttigieg II (20 de maio de 1947 - 27 de janeiro de 2019)  foi um professor, pesquisador no campo literário e tradutor de origem maltês-americana. Ele atuou como Diretor de Estudos Pós-Graduados do programa de doutorado em Literatura até a primavera de 2013 e como Professor William R. Kenan Jr. de Inglês na Universidade de Notre Dame até sua aposentadoria em 2017, quando foi nomeado professor emérito. Buttigieg co-traduziu e coeditou a edição em inglês de três volumes dos Cadernos da Prisão de Antonio Gramsci .

## Infância e educação
Buttigieg era o mais velho de oito filhos do casal Joseph Anthony e Maria Concetta Buttigieg (née Portelli) em Hamrun, Malta. Ele começou sua educação em Hamrun, concluindo o trabalho de graduação e um mestrado na Universidade de Malta . Ele obteve um segundo diploma de bacharel, um B.Phil., da Heythrop College da University of London e um Ph.D. em inglês (1976; com uma dissertação sobre estética em Um retrato do artista quando jovem, de James Joyce ), da Binghamton University . Ele foi naturalizado como cidadão americano em 1979.

## Carreira e vida pessoal
Buttigieg ensinou na New Mexico State University em Las Cruces a partir de 1976 e lá conheceu Jennifer Anne Montgomery, também uma nova membra do corpo docente. Em 1980, eles se casaram e  ingressaram no corpo docente da Notre Dame. O filho deles, Pete Buttigieg, foi eleito prefeito de South Bend, Indiana, concorreu à indicação democrata como candidato à presidência na eleição de 2020 e tornou-se o secretário de Transportes do governo Biden . Pete disse em seu primeiro livro, Shortest Way Home, que seu pai era vítima de injúrias raciais, mesmo sendo europeu, por causa de sua pele mais escura.
Buttigieg especializou-se em literatura e teoria europeias modernas. Ele foi tradutor e editor da edição em inglês de três volumes dos Cadernos da Prisão do filósofo marxista Antonio Gramsci, publicada de 1992 a 2007 com o apoio do National Endowment for the Humanities . Ele foi um membro fundador e presidente da International Gramsci Society, fundada para facilitar a comunicação entre aqueles que estudam o filósofo e político italiano Antonio Gramsci, um líder do Partido Comunista da Itália . Buttigieg também atuou como presidente do Departamento de Inglês da Notre Dame e foi promovido a William R. Kenan Jr. Professor de Inglês. Ele assumiu o status de emérito após se aposentar em 2017. Ele morreu em 27 de janeiro de 2019.